# Kruszczycowate
Kruszczycowate (Cetoniinae) – podrodzina chrząszczy z rodziny poświętnikowatych (klasyfikowana niekiedy jako odrębna rodzina Cetoniidae). Obejmuje około 3 tysięcy opisanych gatunków. Rozprzestrzenione kosmopolitycznie. Larwy rozwijają się w zbutwiałym drewnie, próchnie, glebie lub gniazdach innych zwierząt. Charakterystyczną cechą większości imagines jest lot z zamkniętymi pokrywami. Liczne gatunki zyskały popularność w hodowlach terraryjnych. W zapisie kopalnym znane od eocenu.

## Morfologia

### Owad dorosły

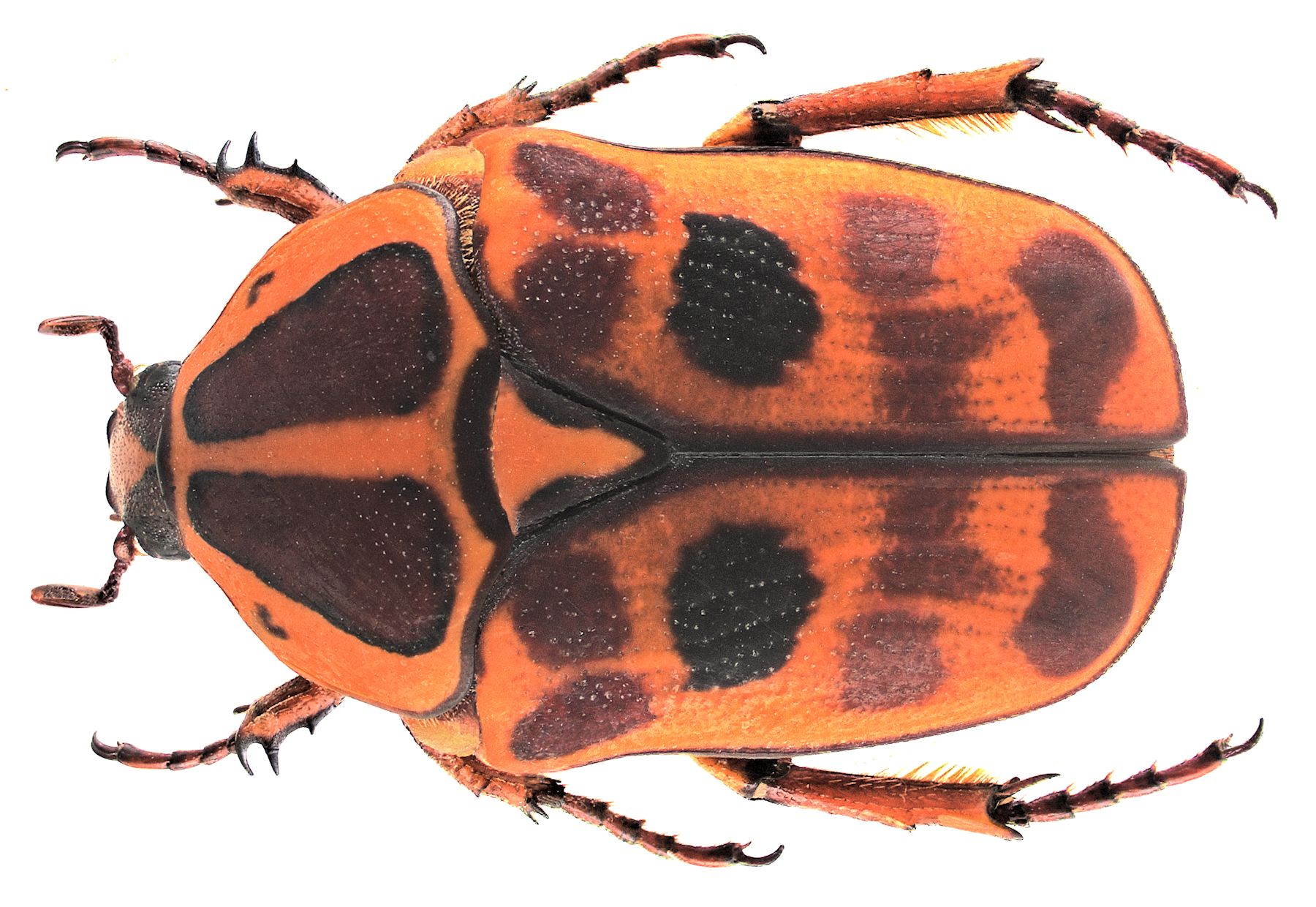
Pachnoda cordata

Większość gatunków osiąga średnie i duże jak na chrząszcze rozmiary ciała. Najmniejsze mają 8 mm długości. Największy przedstawiciel, Goliathus goliatus, osiąga 110 mm i jest jednym z najcięższych chrząszczy oraz jednym z najmasywniejszych owadów zdolnych do lotu. Ubarwienie bywa rozmaite – spotykane są formy matowo brązowe lub czarne, jak i jaskrawo jedno- lub wielobarwne. Częsty jest u nich metaliczny lub emaliowy połysk oskórka. Powierzchnia ciała może być naga albo porośnięta owłosieniem lub łuskami.
Głowa ma zbudowane z dobrze wykształconych omatidiów (eukoniczne) oczy złożone podzielone długim i wąskim występem policzka zwanym canthus.  Czułki buduje dziesięć członów, z których trzy ostatnie formują buławkę wyposażoną w narządy zmysłowe. Zazwyczaj słabo zesklerotyzowane żuwaczki są niewidoczne patrząc od góry, wskutek nakrycia nadustkiem. Warga górna jest błoniasta i również schowana pod nadustkiem.

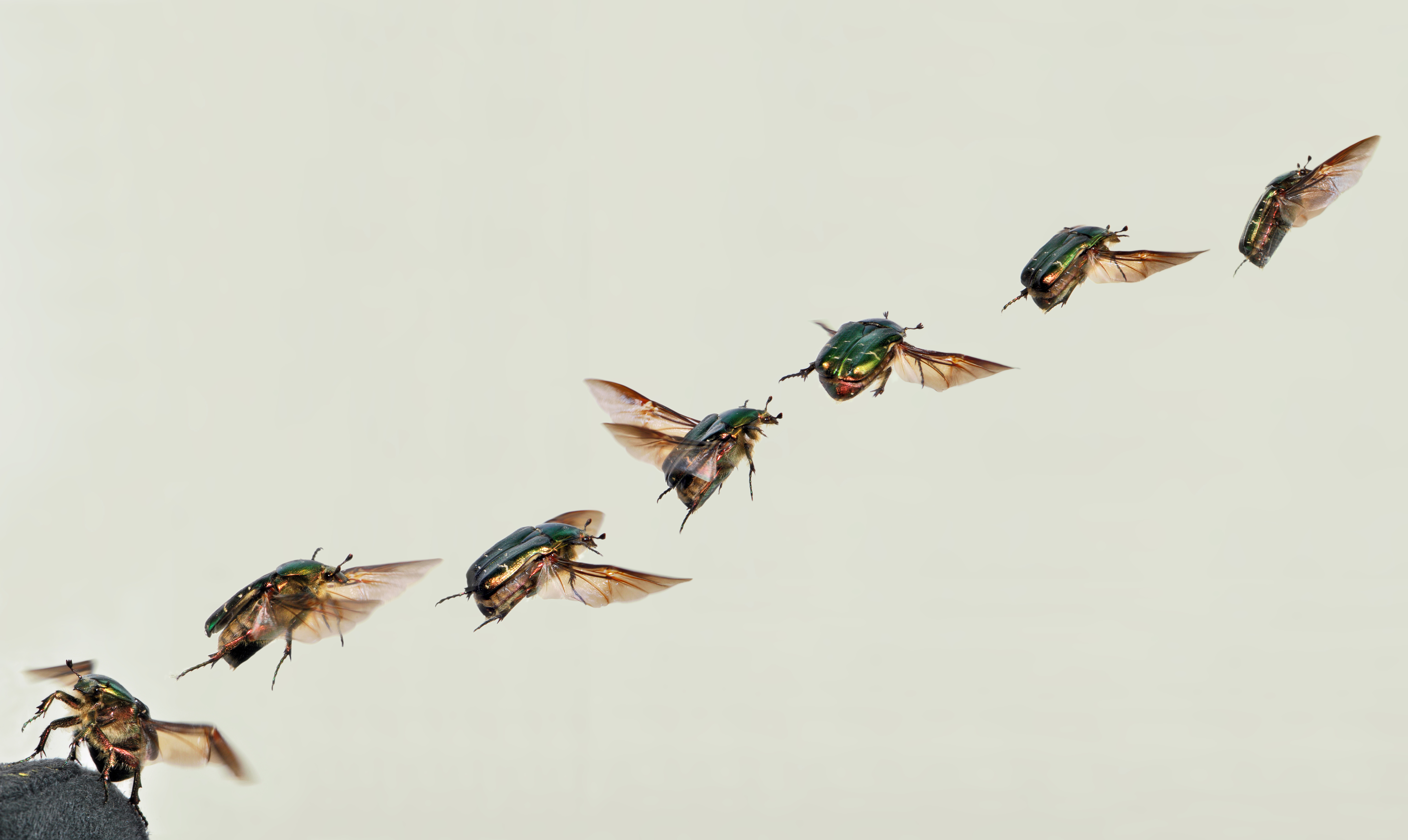
Charakterystyczny dla większości kruszczyc sposób lotu z zamkniętymi pokrywami na przykładzie kruszczycy złotawki.

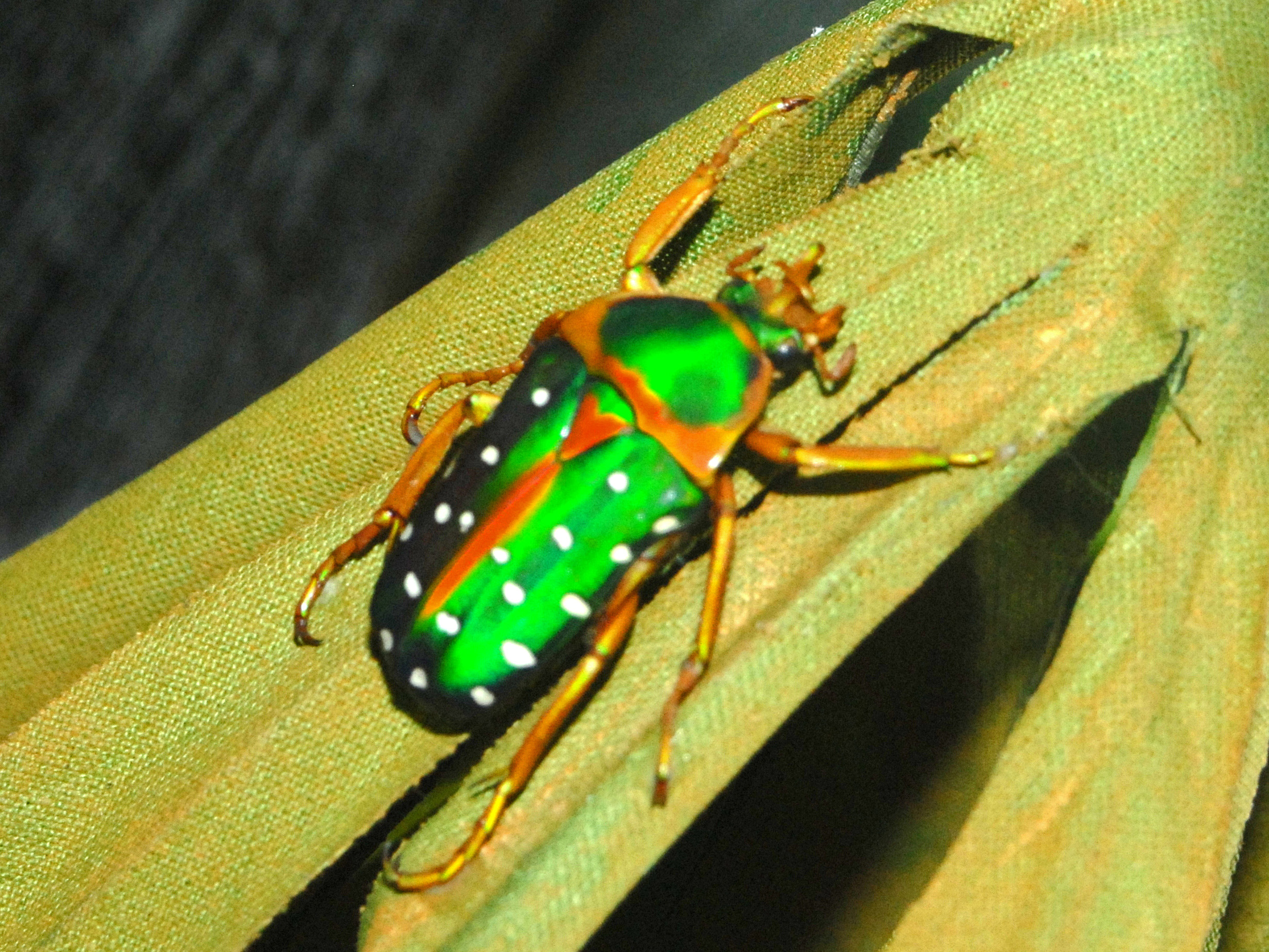
Stephanorrhina guttata

Przedplecze ma zwykle krawędź nasadową wykrojoną przed tarczką. Charakterystyczną cechą pokryw większości kruszczycowatych są głębokie wcięcia na bocznych brzegach umieszczone za guzami barkowymi. Taka ich budowa umożliwia im lot z zamkniętymi pokrywami. Epimeryty śródtułowia są mocno rozrośnięte i zwykle odsłonięte rzeczonymi wcięciami. Owe wcięcia nie występują u plemion Trichiini i Valgini. Przednia para odnóży ma stożkowate, skierowane ku dołowi biodra. Biodra tylnej pary stykają się ze sobą u wszystkich grup z wyjątkiem części przedstawicieli Trichiini, u których są one tylko mocno do siebie przybliżone. Na goleniach występują zwykle ząbki i ostrogi; golenie środkowej pary mają na szczycie dwie ostrogi, stykające się ze sobą. Stopy wszystkich par odnóży zwieńczone są empodiami oraz nierozszczepionymi i zbliżonymi do siebie rozmiarami pazurkami.
Odwłok jest krótki i ma funkcjonalne przetchlinki na segmentach od pierwszego do siódmego, przy czym ich położenie wykazuje się zmiennością w obrębie tej podrodziny. Propygidium jest tylko częściowo odsłonięte i zazwyczaj łączy się nieruchomo z piątym sternitem. Pygidium jest duże, dobrze widoczne.

### Larwa

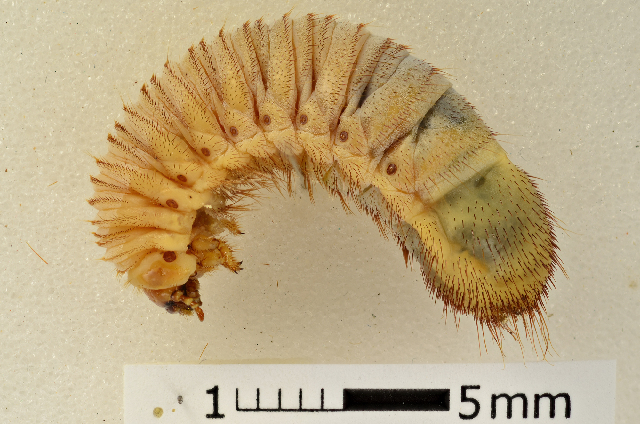
Larwa Chlorobapta frontalis

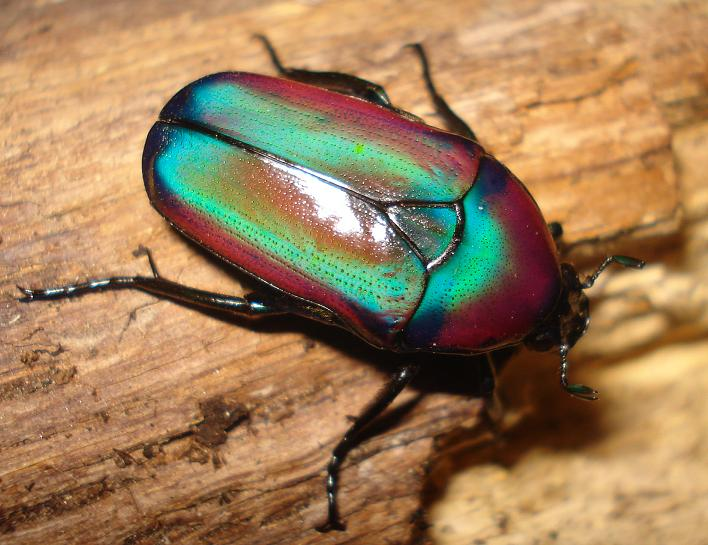
Chlorocala africana oertzeni

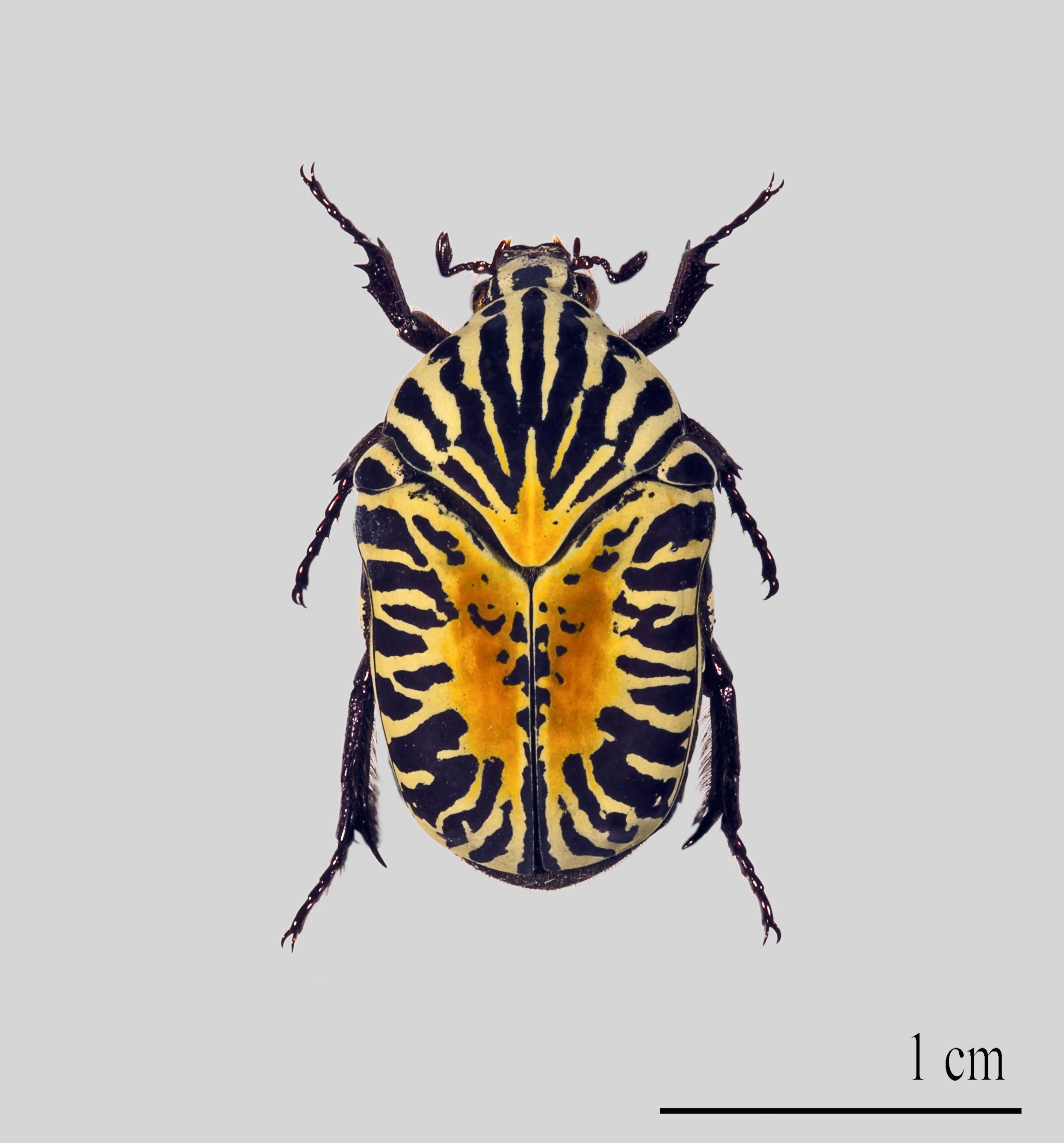
Gymnetis stellata

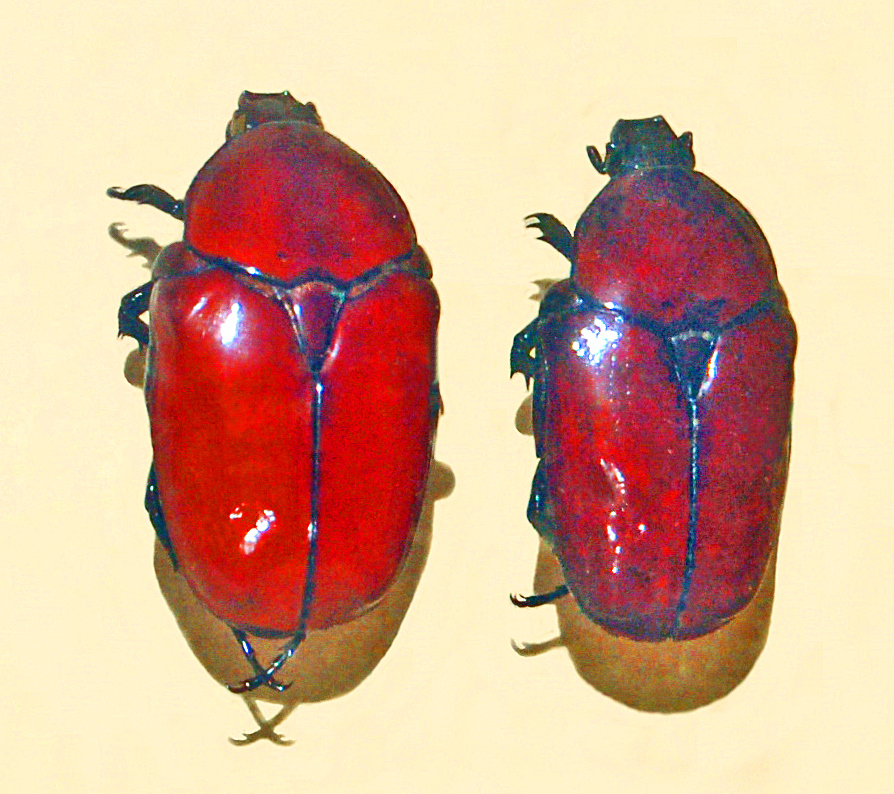
Diplognatha gagates

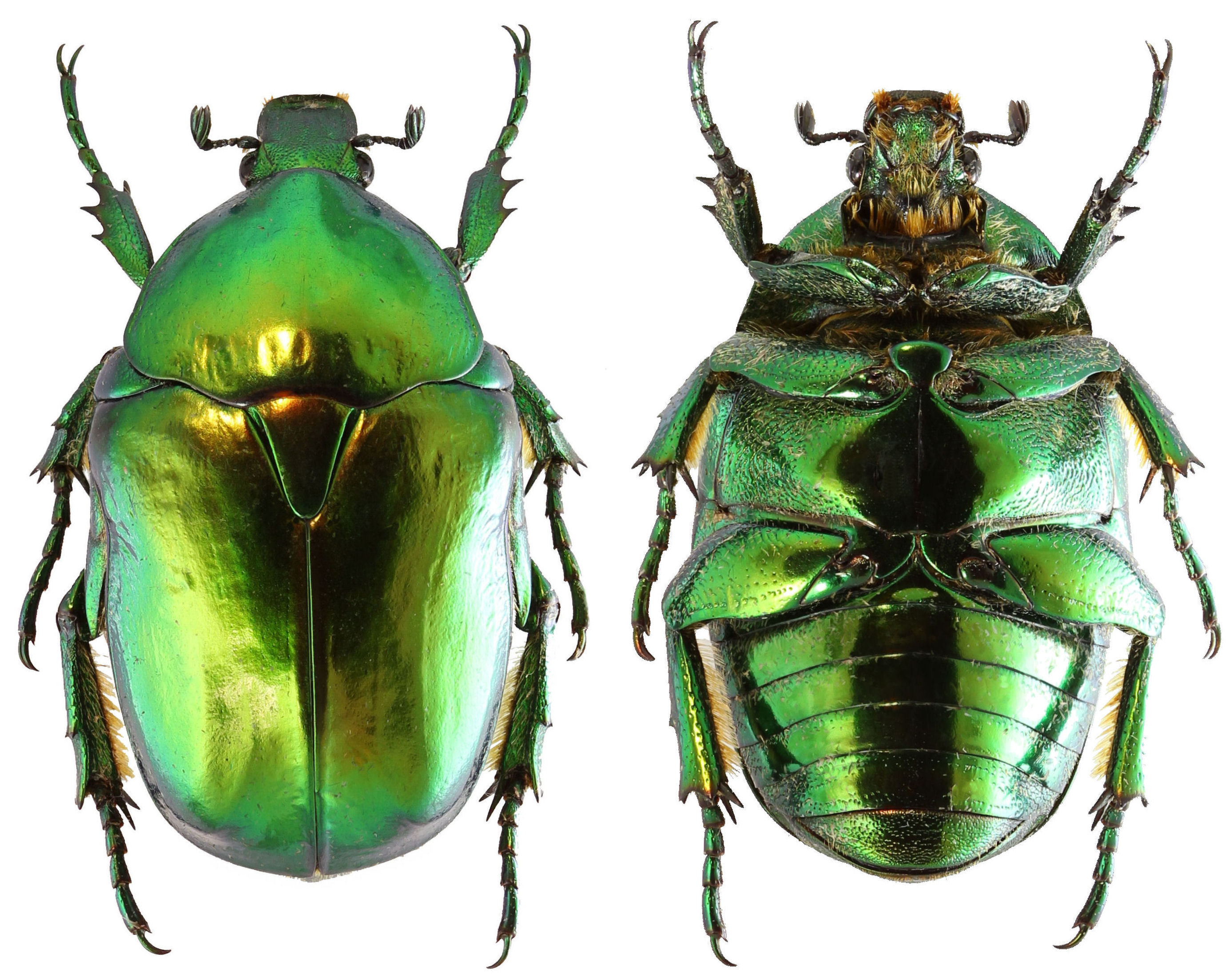
Kwietnica okazała

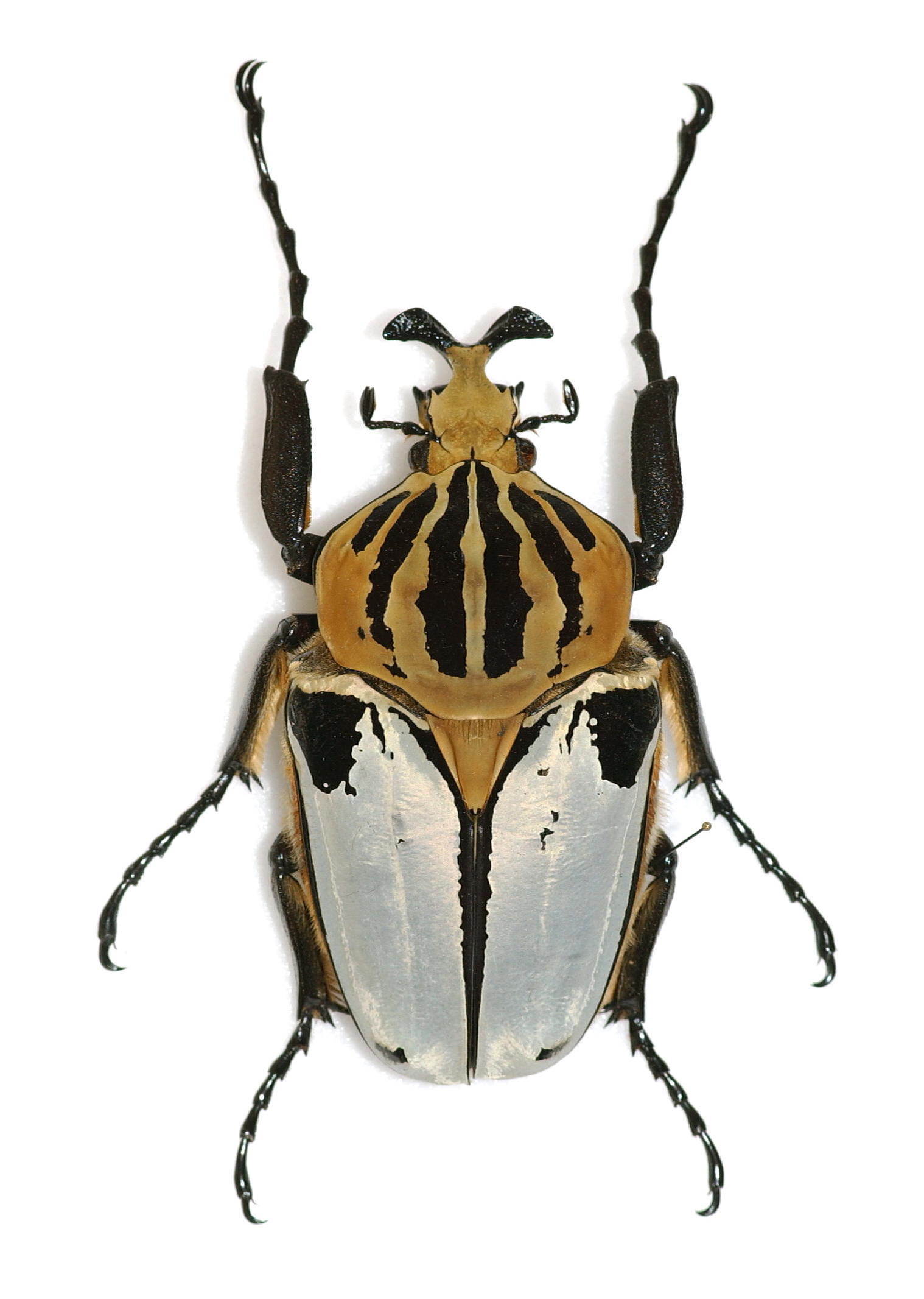
Samiec Goliathus cacicus

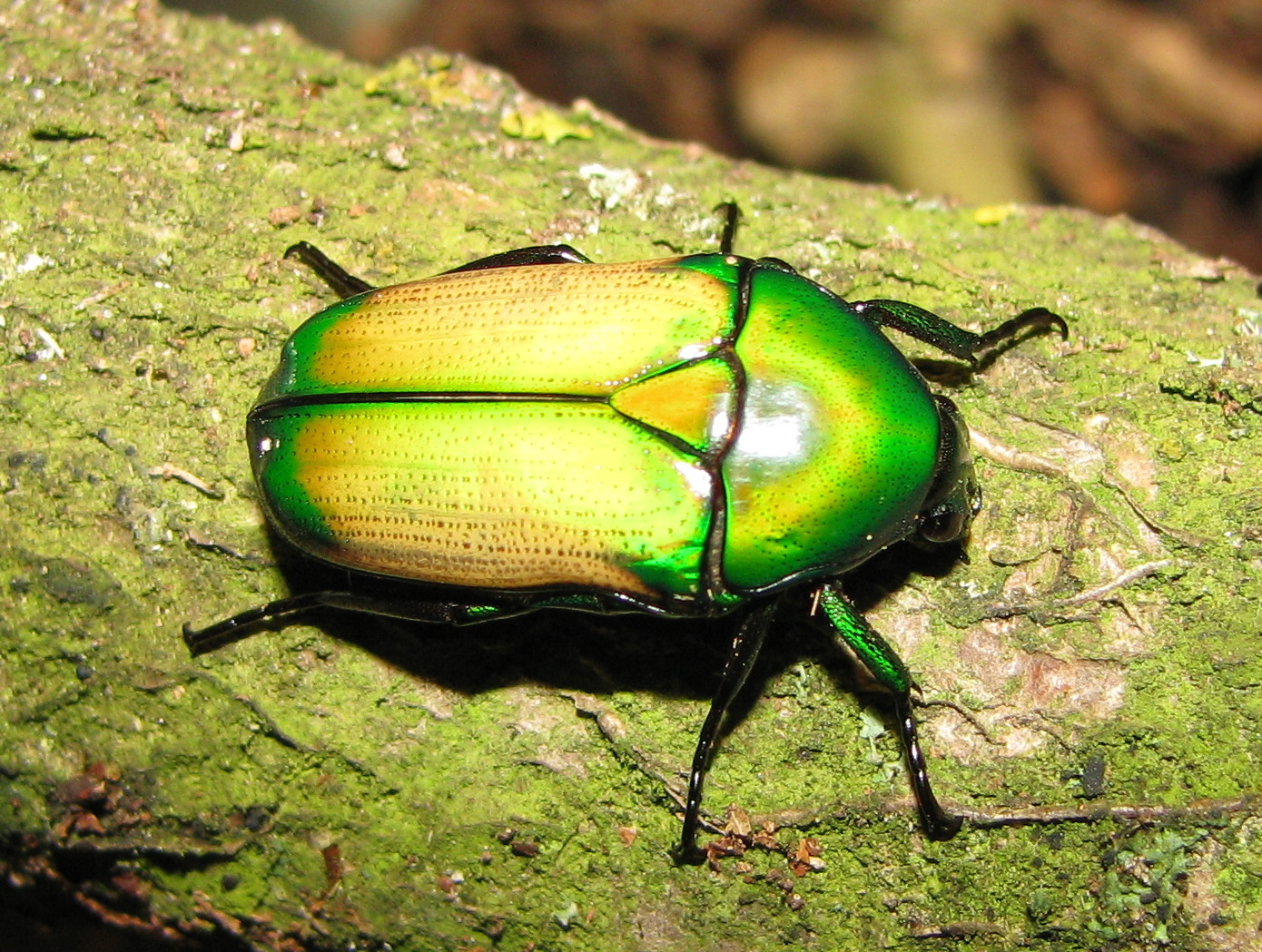
Chlorocala smaragdina

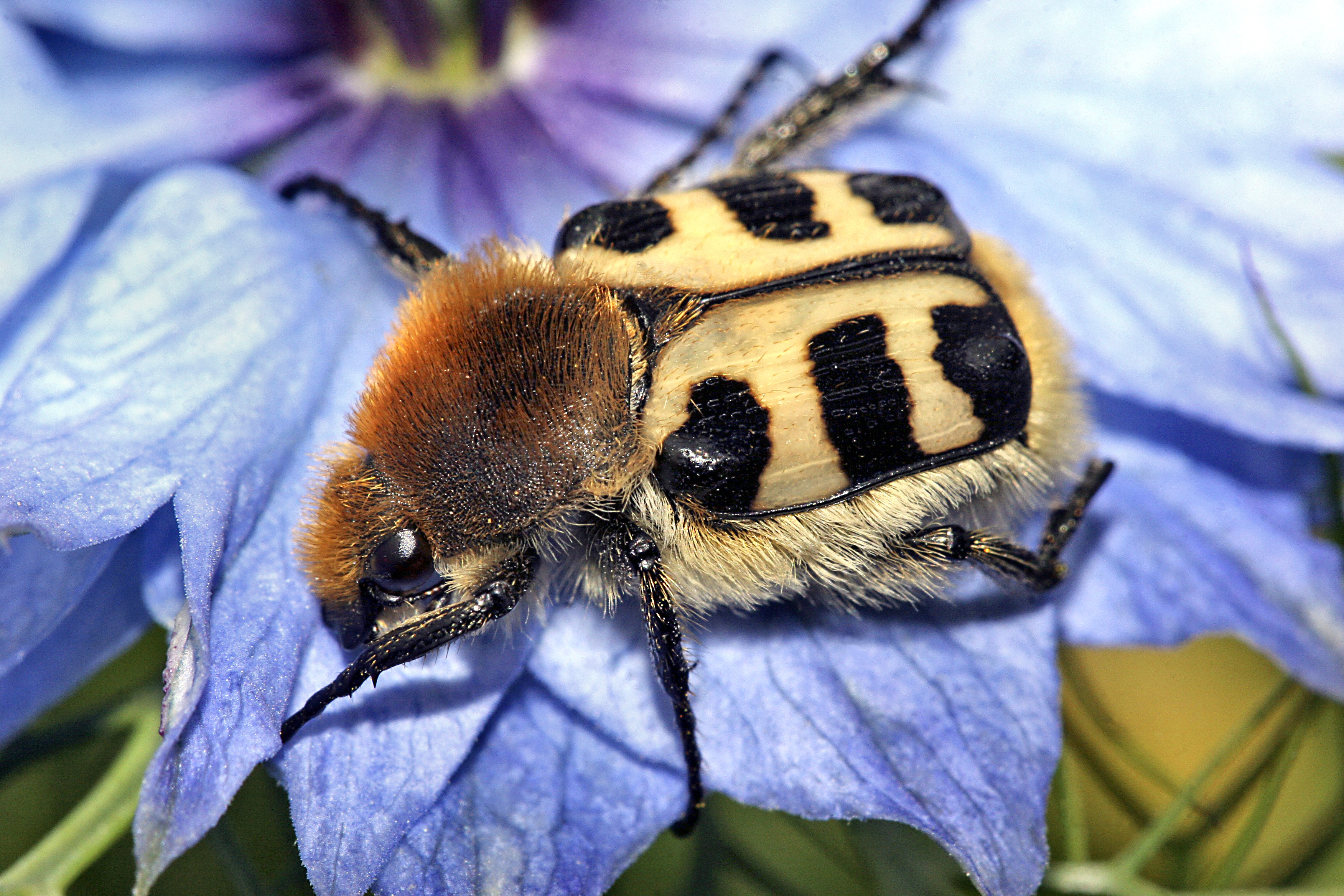
Orszoł paskowany

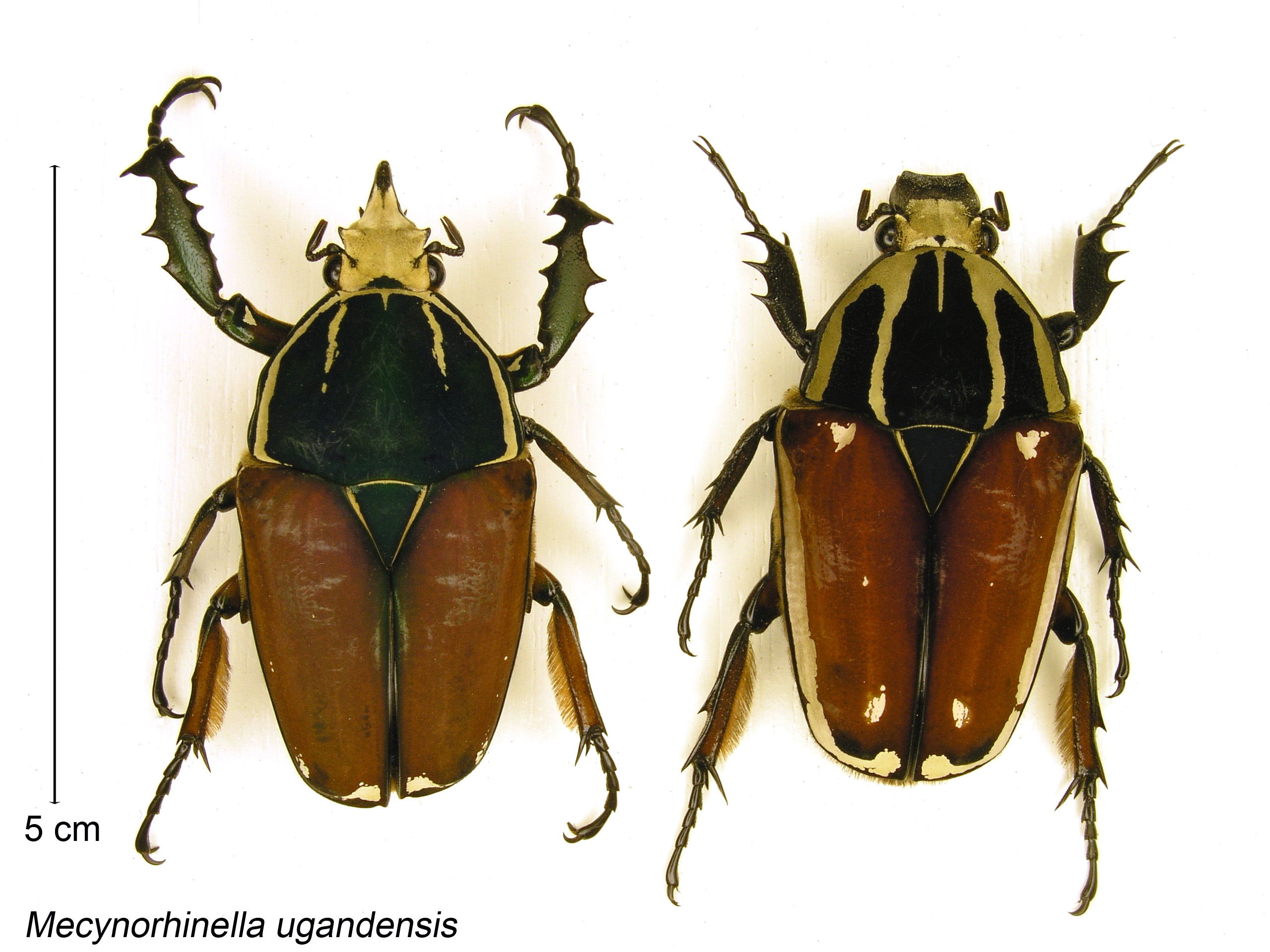
Mecinorhinella ugandensis

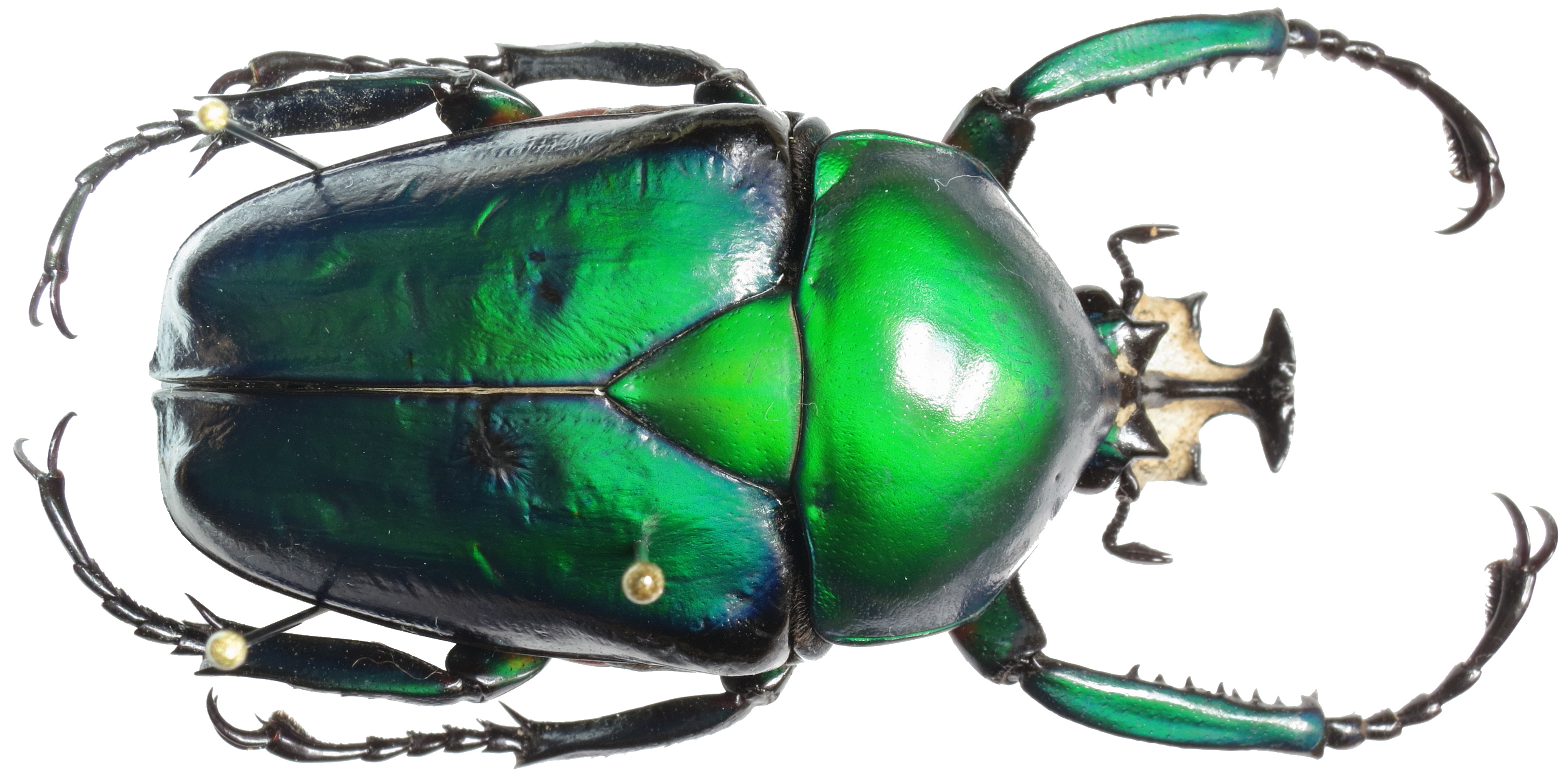
Samiec Dicronorrhina derbyana oberthueri

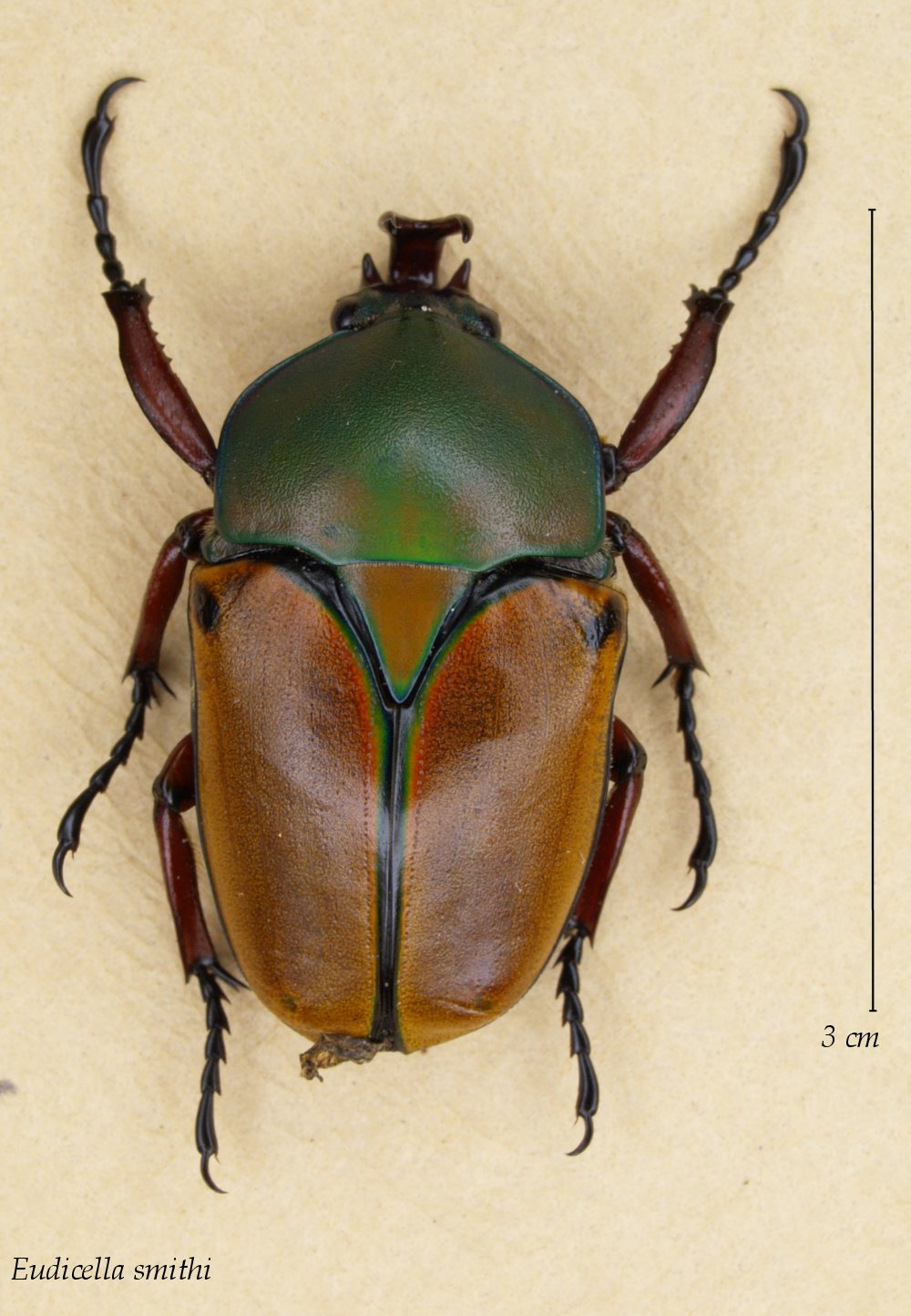
Samiec Eudicella smithi bertherandi

Larwami są pędraki o ciele wygiętym w kształt litery „C”, przy czym może się ono rozprostowywać przy poruszaniu i w przypadku zaniepokojenia. Największe rozmiary osiągają u niektórych przedstawicieli rodzaju goliat, dochodząc do 130 mm długości i przekraczając masę 100 gramów. Czułki ich zbudowane są z czterech członów. Oczka larwalne wykształcone są tylko u niektórych gatunków; pozostałe są ślepe. Puszka głowowa ma wykształcony szew czołowonadustkowy. Szczęki mają żuwki zewnętrzną i wewnętrzną zrośnięte w malę. Nadgębie zaopatrzone jest w asymetryczne, nieprzerośnięte tormy. 

## Biologia i ekologia
Owady dorosłe żerują głównie na pokarmie płynnym, najczęściej na nektarze, dojrzałych owocach i soku wyciekającym z drzew. Czasem zjadają też delikatniejsze części kwiatów, np. pręciki lub płynniejsze frakcje odchodów (koprofagia). Wśród Cremastocheilini znaleźć można gatunki wyjadające zapasy pokarmu zgromadzone w gniazdach społecznych owadów wraz z ich larwami oraz typowe drapieżniki, np. rodzaj Spilophorus żerujący na larwach piewików. Imagines większości gatunków wykazują aktywność dzienną, a liczne są heliofilami, latającymi głównie w dni słoneczne.
Larwy większości gatunków są saproksyliczne i żerują na próchnie (kariofagi) lub zbutwiałym i silnie przegrzybiałym drewnie. Liczne są też gatunki rozwijające się w glebie i żerujące tam na detrytusie. Bardziej wyspecjalizowane gatunki rozwijają się na detrytusie gromadzącym się w mrowiskach czy też gniazdach ptaków. Larwy przemieszczają się w substracie pulsującymi ruchami, podpierając się na sztywnych szczecinkach.

## Rozprzestrzenienie
Rodzina rozprzestrzeniona jest kosmopolitycznie. Najliczniej reprezentowana jest w krainie orientalnej i etiopskiej. W krainie nearktycznej stwierdzono 105 gatunków z 18 rodzajów. W krainie palearktycznej występuje około 230 gatunków.
W Europie Środkowej owady te są słabo reprezentowane. W Polsce stwierdzono występowanie 15 gatunków, z których prawie połowa (7) umieszczonych zostało na Czerwonej liście zwierząt ginących i zagrożonych w Polsce, a jeden objęty jest ścisłą ochroną gatunkową.

## Taksonomia i ewolucja
Takson ten wprowadził w 1815 roku William Elford Leach. W 1984 roku Jan Krikken redefiniował go włączając w jego skład Valgini i Trichini wcześniej klasyfikowane jako odrębne podrodziny Valginae i Trichinae. Pod koniec XX wieku, głównie wśród entomologów francuskich i włoskich, pojawiać się zaczął trend do wynoszenia niektórych podrodzin Scarabaeidae, w tym kruszczycowatych, do rangi rodzin. Takie podejście zwykle jest krytykowane m.in. przez entomologów środkowoeuropejskich. Prace systematyzujące podział chrząszczy, zarówno Lawrence'a i Newtona z 1995 roku, jak i autorstwa 11 koleopterologów z 2011 roku, traktują kruszczycowate jako podrodzinę poświętnikowatych (Scarabaeidae).
Do kruszczycowatych zalicza się około 3 tysięcy opisanych gatunków, zgrupowanych w około 400 rodzajach. Klasyfikuje się je w następujących plemionach i podplemionach:
- Cetoniini Leach, 1815
  - Cetoniina Leach, 1815
  - Euphoriina Horn, 1880
  - Leucocelina Kraatz, 1882
- Cremastocheilini Burmeister and Schaum, 1841
  - Aspilina Krikken, 1984
  - Coenochilina Burmeister, 1842
  - Cremastocheilina Burmeister and Schaum, 1841
  - Cymophorina Krikken, 1984
  - Genuchina Krikken, 1984
  - Goliathopsidina Krikken, 1984
  - Heterogeniina Krikken, 1984
  - Lissogeniina Krikken, 1984
  - Macromina Burmeister et Schaum, 1840
  - Nyassinina Krikken, 1984
  - Oplostomina Krikken, 1984
  - Pilinurgina Krikken, 1984
  - Spilophorina Krikken, 1984
  - Telochilina Krikken, 1984
  - Trichoplina Krikken, 1984
  - Trogodina Krikken, 1984
- Diplognathini Burmeister, 1842
- Goliathini Latreille, 1829
  - Coryphocerina Burmeister, 1842
  - Dicronocephalina Krikken, 1984
  - Goliathina Latreille, 1829
  - Ichnestomatina Burmeister, 1842
- Gymnetini Kirby, 1827
  - Blaesiina Schoch, 1895
  - Gymnetina Kirby, 1827
- Phaedimini Schoch, 1894
- Schizorhinini Burmeister, 1842
  - Lomapterina Burmeister, 1842
  - Schizorhinina Burmeister, 1842
- Stenotarsiini Kraatz, 1880
  - Anochiliina Krikken, 1984
  - Coptomiina Schenkling, 1921
  - Chromoptiliina Krikken, 1984
  - Doryscelina Schenkling, 1921
  - Euchroeina Paulian and Descarpentries, 1982
  - Heterophanina Schoch, 1894
  - Heterosomatina Krikken, 1984
  - Pantoliina Krikken, 1984
  - Parachiliina Krikken, 1984
  - Stenotarsiina Kraatz, 1880
- Taenioderini Mikšić, 1976
  - Chalcotheina Mikšić, 1976
  - Taenioderina Mikšić, 1976
- Trichiini Fleming, 1821
  - Cryptodontina Lacordaire, 1856
  - Incina Burmeister, 1842
  - Osmodermatina Schenkling, 1922
  - Platygeniina Krikken, 1984
  - Trichiina Fleming, 1821
- Valgini Mulsant, 1842
  - Microvalgina Kolbe, 1904
  - Valgina Mulsant, 1842
- Xiphoscelidini Burmeister, 1842

Najstarsze skamieniałości kruszczycowatych znane są ze środkowego eocenu i pozostają nieoznaczone.

## Hodowla
Liczne kruszczycowate są popularne w terrarystyce ze względu na ubarwienie, rozmiary i stosunkową łatwość hodowli. Wśród najłatwiejszych gatunków wymienia się m.in. przedstawicieli rodzajów  Chlorocala, Cyprolais, Eudicella, Dicronorhina, Pachnoda czy Stephanorrhina. Za podłoże służy im stosunkowo wilgotna, gruba warstwa starej ściółki z drzew liściastych z domieszką butwiejącego drewna takich drzew jak dąb czy buk, a w przypadku niektórych gatunków także z dodatkiem odchodów. Larwy dają się hodować w temperaturze pokojowej (22–25 °C), jednak wyższa temperatura (do 30 °C) przyspiesza ich wzrost. Celem uniknięcia przypadków wzajemnego ich uszkadzania i uśmiercania zaleca się dodawanie pokarmu bogatego w białko lub chowanie ich osobno. Osobniki dorosłe wymagać mogą stymulacji dłuższych dni oraz dogrzewania w dzień i spadków temperatury nocą, a nakłonienie ich do składania jaj bywa najtrudniejszym elementem hodowli. W karmieniu owadów dorosłych stosuje się miękkie owoce, specjalne galaretki, a w niektórych rodzajach także delikatne kwiaty i liście.